# Гарден Риџ (Тексас)
Гарден Риџ (енгл. Garden Ridge) град је у америчкој савезној држави Тексас. По попису становништва из 2010. у њему је живело 3.259 становника.

## Демографија
Према попису становништва из 2010. у граду је живело 3.259 становника, што је 1.377 (73,2%) становника више него 2000. године.
| Група             | 2000.         | 2010.         |
| Белци             | 1.660 (88,2%) | 2.379 (73,0%) |
| Афроамериканци    | 42 (2,2%)     | 281 (8,6%)    |
| Азијати           | 21 (1,1%)     | 73 (2,2%)     |
| Хиспаноамериканци | 142 (7,5%)    | 491 (15,1%)   |
| Укупно            | 1.882         | 3.259         |